# Universitatea Jolidon Cluj-Napoca
Pour le club omnisport, voir CS Universitatea Cluj-Napoca.

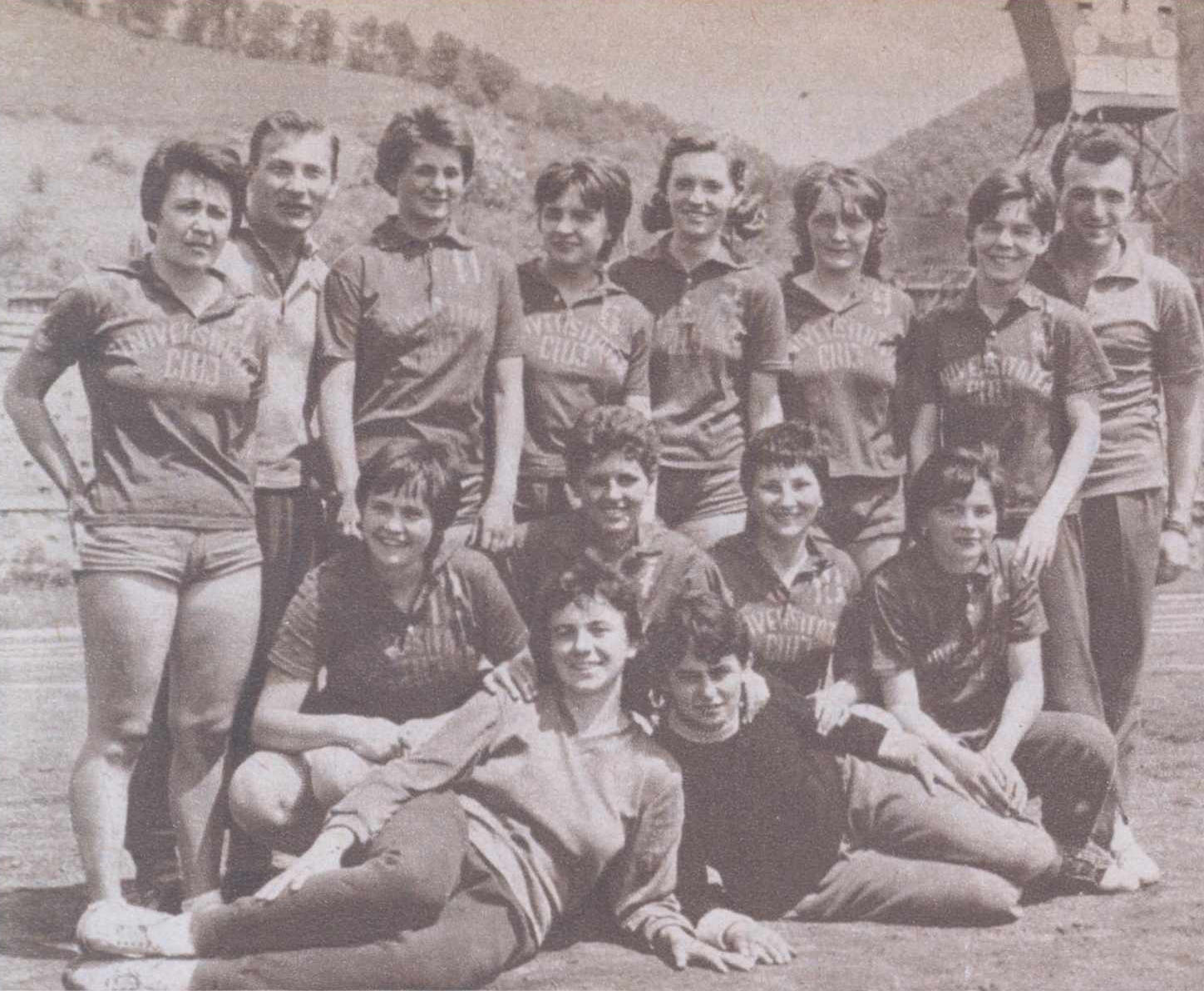
photo du club

Universitatea Jolidon Cluj-Napoca est un club roumain de handball féminin basé à Cluj-Napoca.

## Palmarès
Compétitions internationales
- Coupe Challenge : finaliste en 2007

Compétitions nationales
- Vice-Champion de Roumanie : en 2010, 2011 et 2012